# آخرین روز تابستان
آخرین روز تابستان یک مجموعه تلویزیونی محصول سال ۱۳۶۷ به کارگردانی حسین سحرخیز، شیرین جاهد، نویسندگی فرهاد توحیدی  می‌باشد که از برنامه کودک و نوجوان شبکه یک پخش شد.

## بازیگران
- عنایت شفیعی در نقش اوستای مکانیکی
- سیروس گرجستانی
- محمد شیری در نقش کارتن خواب
- منوچهر لاریجانی
- منیژه گلچین
- حسین سحرخیز